# Acacia debilis
Acacia debilis é uma espécie de leguminosa do gênero Acacia, pertencente à família Fabaceae.